# Toni Dijan
Toni Dijan (Sukošan, 17. veljače 1983.) je hrvatski profesionalni košarkaš. Igra na poziciji niskog krila, a trenutačno je član košarkaškog kluba KK Split.

## Karijera
Košarkašku karijeru je započeo 1997. u KK Zadru kod trenera Uče Pulanića. Veliki talent je potvrdio na juniorskom EP u Zadru kad je bio izabran u prvu petorku Prvenstva na kojem je hrvatska reprezentacija osvojila srebrnu medalju.
Igrao je za trofejne momčadi, Zadar, Union Olimpiju i Široki Prima pivo te osvojio:
- Regionalnu ligu (s KK Zadar: 2002./03.)
- Prvenstvo Hrvatske (s KK Zadar: 2004./05.)
- Kup Hrvatske (s KK Zadar: 2003. i 2005., s KK Zagreb: 2010.)
- Kup Slovenije (s KK Union Olimpija: 2006.)
- Kup BiH (s KK Široki: 2008.)

U sezoni 2008./09. u prosjeku je igrao 15 minuta po utakmici i zabijao četiri poena, uz dva skoka i jednu asistenciju. Na kraju sezone potpisao je novi jednogodišnji ugovor s KK Zagrebom.
Godine 2011. prešao u KK Split. U sezoni 2012./13. je u ABA ligi imao prosjek od osam poena i 3,5 skokova po utakmici.
Od 2013. ponovno je član košarkaškog kluba KK Zadar.

## Vanjske poveznice
- NBA Draft Prospect Profile  Arhivirana inačica izvorne stranice od 2. listopada 2013. (Wayback Machine) na DraftExpress.com
- Profil  Arhivirana inačica izvorne stranice od 19. listopada 2016. (Wayback Machine) na kk-split.com